# Controverso
Controverso è un album della band rock italiana dei Gang, pubblicato nel 2000 dalla Wea e che porterà i Gang alla rottura con la casa discografica che ha deciso di non promuovere il disco, come da contratto.

## Tracce
1. Danza nella luce
2. Qui
3. Lavami nel sangue dei miei nemici (liberamente ispirato all'Apocalisse di San Giovanni evangelista)
4. Se mi guardi, vedi
5. Quando gli angeli cantano
6. Io e te
7. Vorrei
8. Non è di maggio (liberamente ispirato a Le ceneri di Gramsci di Pier Paolo Pasolini)
9. Paz (dedicata ad Andrea Pazienza)
10. Reflesciasà
11. Nagual, il messaggero
12. Prima della guerra
13. Dopo come primavere

## Componenti
- Marino Severini - voce, chitarra
- Sandro Severini - chitarra elettrica
- Francesco Caporaletti - basso, cori
- Paolo Mozzicafreddo - batteria
- Andrea Mei - tastiere

## Ospiti
- Davide Lenci - armonica in Vorrei
- Erri De Luca - voce e testo in Reflescìasà